# 海姆·伯鲁阿
海姆·伯鲁阿(1915年4月22日—1977年4月9日)，阿萨姆语诗人，阿萨姆新诗的代表人物之一。1915年4月22日生于Tezpur，在加尔各答大学拿到M.A. 1942年参加退出印度运动，被投入监狱。获释后成为B. Barua学院的中心人物。其诗融马克思主义理论和法国象征配风格为一体，用隐喻手法来批判社会现实。主要诗集有《沙土》（1959）、《心灵中的孔雀》（1965）等。